# Coupe de France 1979/80
Het seizoen 1979/80 was het 63e seizoen van de Coupe de France in het voetbal. Het toernooi werd georganiseerd door de Franse voetbalbond.
Dit seizoen namen er 2473 clubs deel. De competitie ging in de zomer van 1979 van start en eindigde op 7 juni 1980 met de finale in het Parc des Princes in Parijs. De finale werd gespeeld tussen Association Sportive de Monaco (voor de vierde keer finalist) en Union Sportive d’Orléans (voor het eerst finalist). AS Monaco veroverde voor de derde keer de beker door US Orléans met 3-1 te verslaan.
Als bekerwinnaar vertegenwoordigde AS Monaco Frankrijk in de Europacup II 1980/81.

## Uitslagen

### 1/32 finale
De 20 clubs van de Division 1 kwamen in deze ronde voor het eerst in actie. De wedstrijden werden op 9 en 10 februari gespeeld.
| Winnaar                    | Uitslag      | Verliezer             |
| -------------------------- | ------------ | --------------------- |
| AS Monaco                  | 3-1          | AS Béziers            |
| US Orléans                 | 2-1 nv       | US Nœux-les-Mines     |
| Montpellier La Paillade SC | 4-1          | INF Vichy             |
| Paris FC                   | 2-1 nv       | ASM Belfort           |
| FC Sochaux                 | 2-1          | Thionville FC         |
| AS Angoulême Charentes     | 0-0 ns (4-2) | Olympique Lyon        |
| AS Saint-Étienne           | 4-0          | AS Saint-Médard       |
| AJ Auxerre                 | 2-1          | AS Libourne           |
| Lille OSC                  | 3-0          | Gazélec FCO Ajaccio   |
| RCFC Besançon              | 1-0          | AS Nancy              |
| RC Lens                    | 0-0 ns (6-5) | SC Abbeville          |
| Stade Rennes               | 2-0          | Stade Laval           |
| US Valenciennes-Anzin      | 1-1 ns (4-3) | Limoges FC            |
| Stade Reims                | 2-0          | Racing Club de France |
| OGC Nice                   | 1-0          | FC Valence            |
| FC Metz                    | 2-0          | ECAC Chaumont         |

| Winnaar                           | Uitslag      | Verliezer           |
| --------------------------------- | ------------ | ------------------- |
| FC Martigues                      | 1-0          | SEC Bastia          |
| US Montagnarde                    | 1-0          | SCO Angers          |
| FC Mulhouse                       | 2-0          | AS Pierrots Vauban  |
| Stade Quimper                     | 5-1          | UES Montmorillon    |
| Olympique Nîmes                   | 5-1          | Toulouse FC         |
| Olympique Avignon                 | 1-1 ns (6-5) | Olympique Norcap    |
| FC Rouen                          | 2-0          | LB Châteauroux      |
| Calais RUFC                       | 1-0          | US Dunkerque        |
| FC Nantes                         | 4-1          | Tours FC            |
| AS Cannes                         | 1-1 ns (4-2) | Olympique Marseille |
| Paris Saint-Germain               | 2-0          | AS Creil            |
| Le Havre AC                       | 2-1          | Girondins Bordeaux  |
| EA Guingamp                       | 2-0          | US Véloce Vannes    |
| Olympique Alès en Cévennes        | 3-2 nv       | Sporting Toulon     |
| RC Strasbourg                     | 4-0          | EDS Montluçon       |
| FC Fontainebleau-Bagneaux-Nemours | 2-1          | Stade Brest         |

### 1/16 finale
De heenwedstrijden op 7 en 8 maart gespeeld, de terugwedstrijden tussen 14, 15 en 16 maart.
 * = eerst thuis 
| Winnaar                    | Uitslag  | Verliezer           |
| -------------------------- | -------- | ------------------- |
| AS Monaco                  | 3-1, 5-2 | FC Martigues *      |
| US Orléans                 | 3-0, 3-0 | US Montagnarde      |
| Montpellier La Paillade SC | 4-0, 2-3 | FC Mulhouse *       |
| Paris FC                   | 2-1, 2-0 | Stade Quimper *     |
| FC Sochaux                 | 1-1, 1-0 | Olympique Nîmes *   |
| AS Angoulême Charentes     | 0-0, 1-0 | Olympique Avignon * |
| AS Saint-Étienne           | 4-0, 4-2 | FC Rouen *          |
| AJ Auxerre *               | 1-0, 5-1 | Calais RUFC         |

| Winnaar               | Uitslag  | Verliezer                           |
| --------------------- | -------- | ----------------------------------- |
| Lille OSC *           | 1-0, 2-1 | FC Nantes                           |
| RCFC Besançon         | 1-1, 1-0 | AS Cannes *                         |
| RC Lens               | 2-0, 1-1 | Paris Saint-Germain *               |
| Stade Rennes *        | 0-0, 2-2 | Le Havre AC                         |
| US Valenciennes-Anzin | 2-1, 2-0 | EA Guingamp *                       |
| Stade Reims           | 1-0, 4-0 | Olympique Alès en Cévennes *        |
| OGC Nice *            | 2-0, 0-1 | RC Strasbourg                       |
| FC Metz               | 0-0, 2-1 | FC Fontainebleau-Bagneaux-Nemours * |

### 1/8 finale
De heenwedstrijden werden op 11 april gespeeld, de terugwedstrijden op 15 en 21 april (Montpellier-Lens).
 * = eerst thuis 
| Winnaar                    | Uitslag  | Verliezer      |
| -------------------------- | -------- | -------------- |
| AS Monaco *                | 4-0, 0-2 | Lille OSC      |
| US Orléans *               | 1-0, 2-1 | RCFC Besançon  |
| Montpellier La Paillade SC | 4-5, 2-0 | RC Lens *      |
| Paris FC                   | 0-2, 4-0 | Stade Rennes * |

| Winnaar                  | Uitslag  | Verliezer               |
| ------------------------ | -------- | ----------------------- |
| FC Sochaux               | 0-2, 3-0 | US Valenciennes-Anzin * |
| AS Angoulême Charentes * | 2-0, 0-1 | Stade Reims             |
| AS Saint-Étienne *       | 4-1, 2-2 | OGC Nice                |
| AJ Auxerre               | 2-2, 1-0 | FC Metz *               |

### Kwartfinale
De heenwedstrijden werden op 9 mei gespeeld, de terugwedstrijden op 13 mei.
 * = eerst thuis 
| Winnaar                      | Uitslag           | Verliezer                |
| ---------------------------- | ----------------- | ------------------------ |
| AS Monaco                    | 0-1, 1-0 ns (4-3) | FC Sochaux *             |
| US Orléans                   | 0-2, 5-1          | AS Angoulême Charentes * |
| Montpellier La Paillade SC * | 0-0, 1-1          | AS Saint-Étienne         |
| Paris FC *                   | 1-1, 2-0          | AJ Auxerre               |

### Halve finale
De heenwedstrijden werden op 30 mei gespeeld, de terugwedstrijden op 3 juni.
 * = eerst thuis 
| Winnaar      | Uitslag     | Verliezer                  |
| ------------ | ----------- | -------------------------- |
| AS Monaco *  | 2-1, 4-2 nv | Montpellier La Paillade SC |
| US Orléans * | 3-1, 1-2    | Paris FC                   |

### Finale
De wedstrijd werd op 7 juni 1980 gespeeld in het Parc des Princes in Parijs voor 46.136 toeschouwers. De wedstrijd stond onder leiding van scheidsrechter Georges Konrath.
| Winnaar                                               | Uitslag | Finalist          |
| ----------------------------------------------------- | ------- | ----------------- |
| AS Monaco                                             | 3-1     | US Orléans        |
| Roger Marette e.d. 6' Albert Emon 47' Delio Onnis 66' |         | 24' Roger Marette |

1917/18 · 1918/19 · 1919/20 · 1920/21 · 1921/22 · 1922/23 · 1923/24 · 1924/25 · 1925/26 · 1926/27 · 1927/28 · 1928/29 · 1929/30 · 1930/31 · 1931/32 · 1932/33 · 1933/34 · 1934/35 · 1935/36 · 1936/37 · 1937/38 · 1938/39 · 1939/40 · 1940/41 · 1941/42 · 1942/43 · 1943/44 · 1944/45 · 1945/46 · 1946/47 · 1947/48 · 1948/49 · 1949/50 · 1950/51 · 1951/52 · 1952/53 · 1953/54 · 1954/55 · 1955/56 · 1956/57 · 1957/58 · 1958/59 · 1959/60 · 1960/61 · 1961/62 · 1962/63 · 1963/64 · 1964/65 · 1965/66 · 1966/67 · 1967/68 · 1968/69 · 1969/70 · 1970/71 · 1971/72 · 1972/73 · 1973/74 · 1974/75 · 1975/76 · 1976/77 · 1977/78 · 1978/79 · 1979/80 · 1980/81 · 1981/82 · 1982/83 · 1983/84 · 1984/85 · 1985/86 · 1986/87 · 1987/88 · 1988/89 · 1989/90 · 1990/91 · 1991/92 · 1992/93 · 1993/94 · 1994/95 · 1995/96 · 1996/97 · 1997/98 · 1998/99 · 1999/00 · 2000/01 · 2001/02 · 2002/03 · 2003/04 · 2004/05 · 2005/06 · 2006/07 · 2007/08 · 2008/09 · 2009/10 · 2010/11 · 2011/12 · 2012/13 · 2013/14 · 2014/15 · 2015/16 · 2016/17 · 2017/18 · 2018/19 · 2019/20 · 2020/21 · 
2021/22 · 2022/23 · 2023/24 · 2024/25 ·